# Santa Marcella

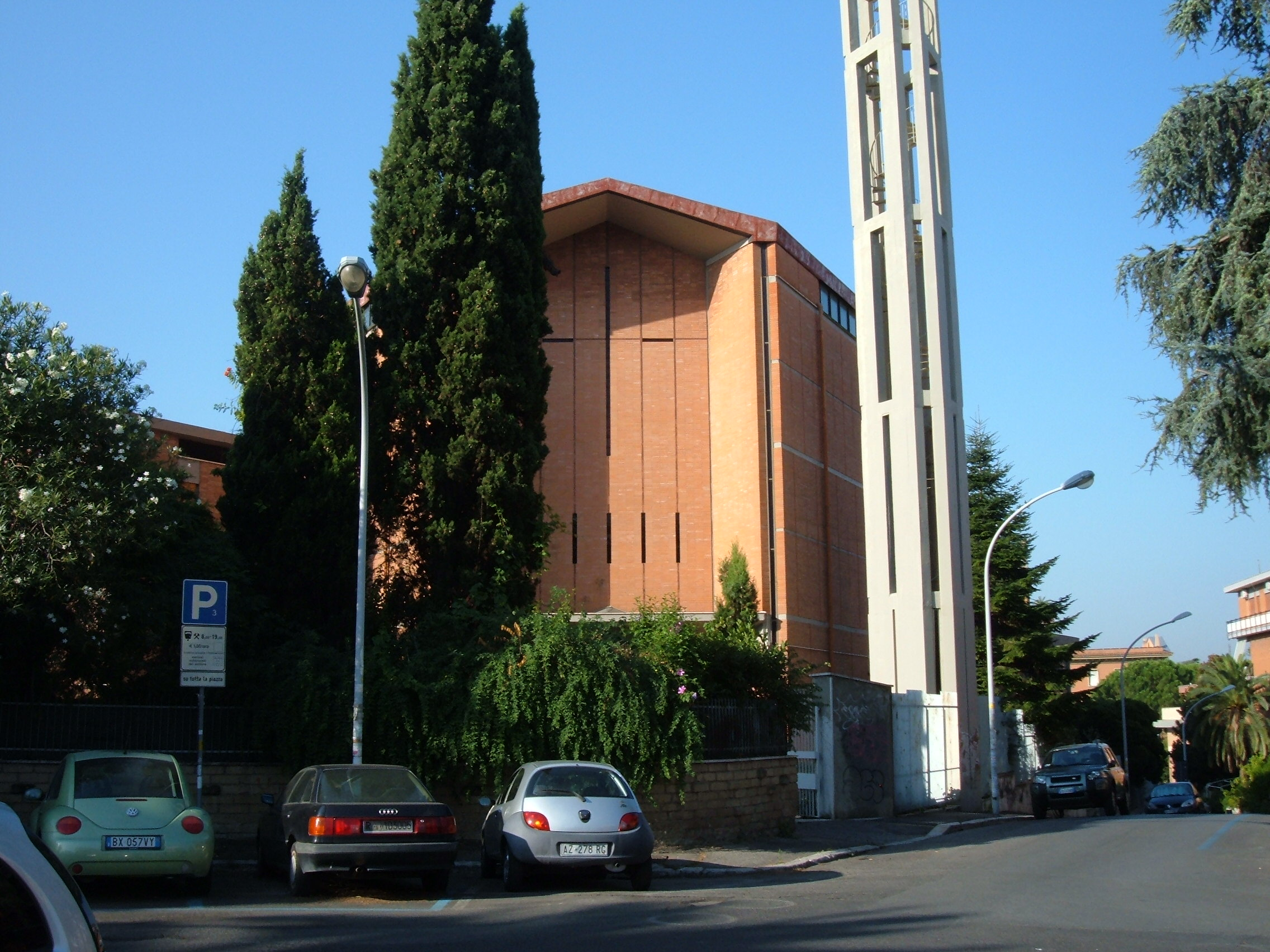
Vista da fachada e de seu característico campanário.

Santa Marcella é uma igreja localizada na Piazza Nicoloso da Recco, no quartiere Ostiense de Roma, não muito longe do Monastero di San Cosimato‎. É dedicada a Santa Marcela, uma viúva romana que se converteu ao cristianismo por obra de São Jerônimo.

## História

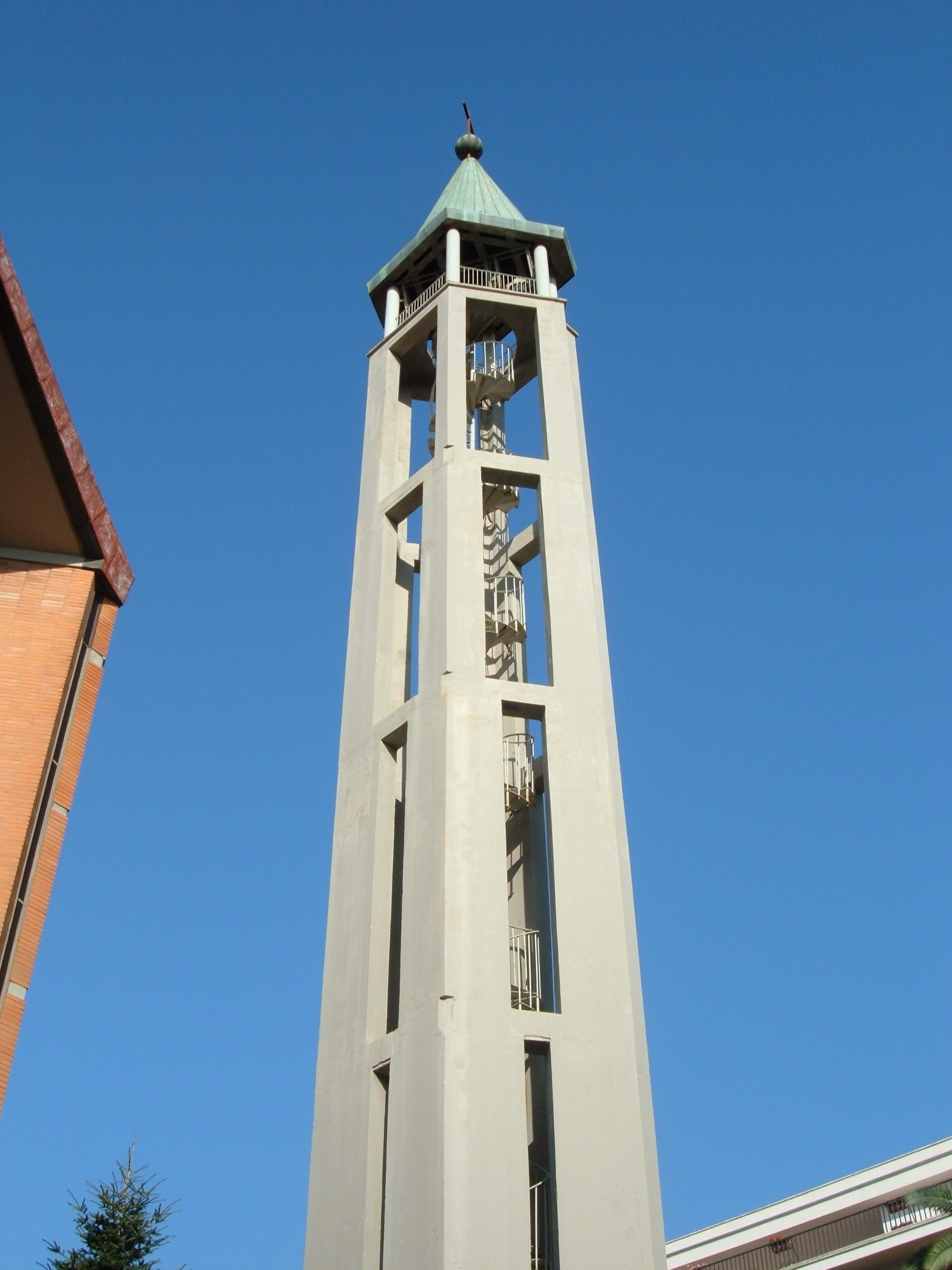
Detalhe do campanário.

Esta igreja foi construída entre 1958 e 1969 com base num projeto do arquiteto Leonardo Del Bufalo sob a direção de Giorgio Biuso e é sede de uma paróquia instituída em 13 de maio de 1958 através do decreto "Qua celeritate" do cardeal-vigário Clemente Micara.

## Descrição
Santa Marcella apresenta uma planta hexagonal irregular, com lados maiores nas paredes laterais e menores na entrada e no fundo. As altas paredes no exterior são em tijolos aparentes, com gabletes sobre a entrada e na parede do altar. As paredes laterais se abrem em faixas de janelas sob a linha do teto e duas grandes janelas na altura inteira da parede nos cantos da parede do altar. O gablete na parede do altar também tem uma janela.
Há um alto e estreito campanário de concreto armado isolado à direita da entrada e com a mesma planta hexagonal da igreja. Ele é formado por seis estreitos pilares de concreto ligados entre si por vigas cruzadas e que se se estreitam na direção do alto, o que faz com que o espaço entre eles se abram. A cobertura é um íngreme cone octogonal.
A fachada, de tijolos aparentes, é recuada em relação ao fim das paredes laterais e da linha do teto. Não há janelas, apenas uma longa e estreita abertura vertical e outras duas horizontais mais curtas formando uma cruz e mais cinco aberturas similares logo abaixo. Linhas de tijolos recuados se estendem a partir destas cinco até o gablete e mais uma se alonga horizontalmente; todas com o objetivo de enfatizar o motivo da cruz. Nas duas extremidades estão duas paredes lisas de tijolos inseridas diagonalmente; onde elas se encontram com as paredes laterais estão outras aberturas estreitas.

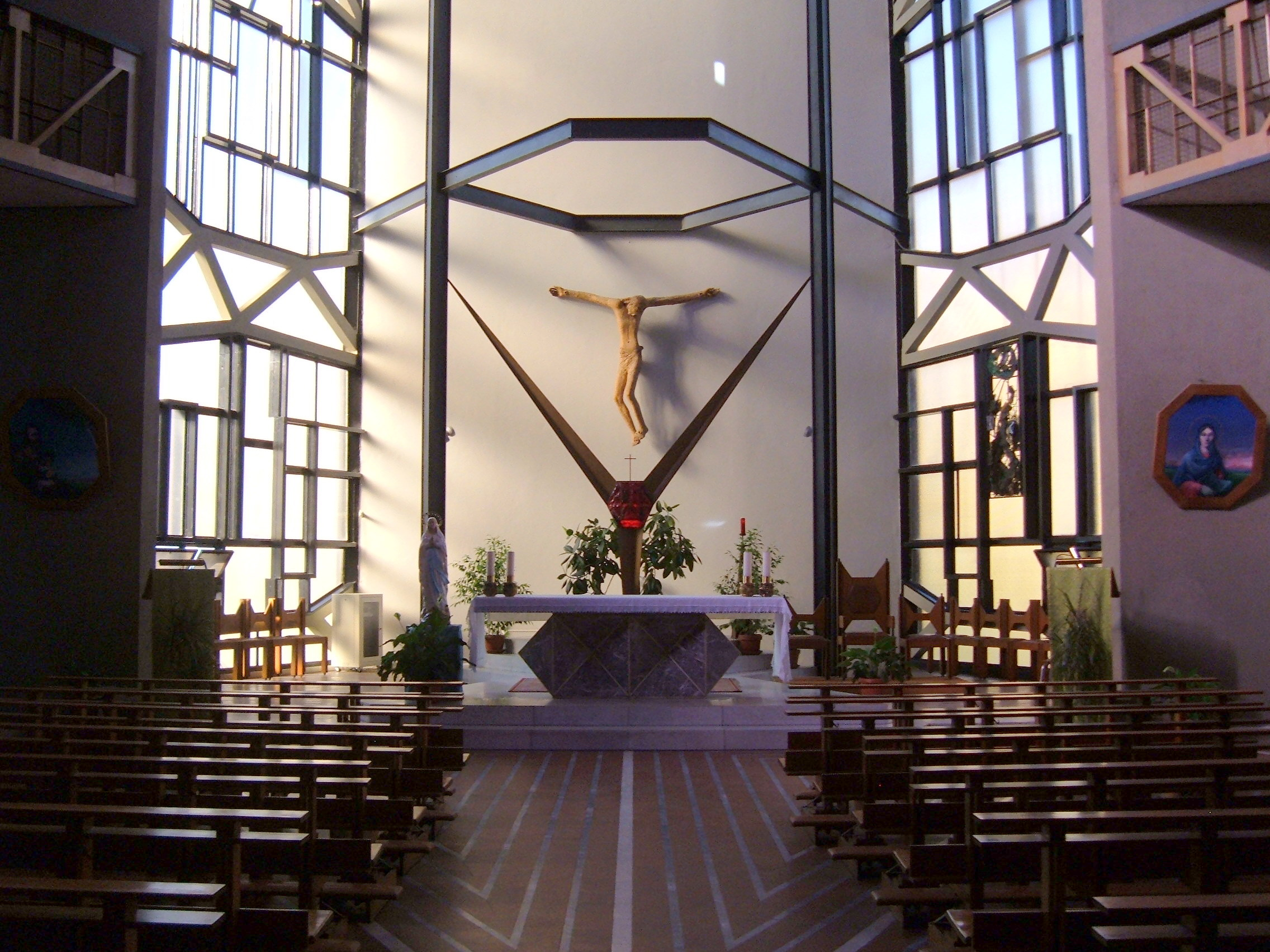
Vista do interior, com destaque para o pouco usual crucifixo de Marcello Ercole.

No interior, a principal característica é um matroneu que corre ao longo das paredes laterais e da contrafachada. As janelas de cada lado do altar tem vidros claros e estão dispostas num interessante padrão de quadrados e triângulos. Atrás do altar está um crucifixo bem pouco usual, obra de Marcello Ercole. Nele, o corpo de Cristo está destacado e fica pendurado entre dois grandes espinhos inclinados diagonalmente para o alto na direção de seus braços. Um afresco do pintor Dilvo Lotti, este último na parede da contrafachada e representando episódios dos Evangelhos e também símbolos cristãos (pães, peixes, âncora). Um grande crucifixo está afixado na parede de fundo da região do presbitério, que fica elevada numa plataforma acessível através de pequenos degraus e no qual está, no centro, um altar de mármore, também em planta hexagonal.